# Cuenotia
Cuenotia là chi thực vật có hoa trong họ Acanthaceae.